# Guichenotia impudica
Guichenotia impudica là một loài thực vật có hoa trong họ Cẩm quỳ. Loài này được C.F.Wilkins mô tả khoa học đầu tiên năm 2003.